# Rif-hegység
A Rif-hegység vagy Rif-Atlasz (arabul جبال الريف) a Földközi-tenger délnyugati partvidékén elhelyezkedő hegyvonulat Észak-Afrikában, Marokkó északi részén. Kb. 400 km hosszan húzódik Tangertől, Ceután át Melilláig. Délen a Gharb (Garb)-síkság, az Alsó-Moulouya-síkság és a Taza-folyó (és hasadék) határolja és választja el a Középső-Atlasztól. Meredek sziklafallal, számtalan szirttel bukik be a Földközi-tengerbe. A sziklafalakban sok a barlang. Ma már csak a szirti galambok lakóhelyei, de még 250 évvel ezelőtt hírhedt földközi-tengeri kalózoknak adtak jó búvóhelyet. 
A hegység egykor erdős vidék volt, de mára az erdőirtás és az azt követő erózió erősen lepusztította. Csapadékos nyugati részét azonban még ma is zöldellő erdők borítják. Mély szurdokvölgyek és éles csúcsok tarkítják. Keleten a hegység magaslatai elérik az 1800 métert, a középső rész legmagasabb pontja a Tidirhine 2455 méter. 
Mivel nehezen járható, a berber pásztortörzsek mindig ide vonultak vissza, ha ellenséges sereg tört rájuk. A terület a nevét a berber Arif szóról kapta. Az itteni parasztasszonyok jellegzetes piros-fehér csíkos szoknyában láthatók, fejükön sötétkék pomponos, nagy karimájú szalmakalappal.